# Helmina von Chézy
Helmina von Chézy, Wilhelmine Christiane de Chézy (Berlín, 26 de gener de 1783-Ginebra, 28 de gener de 1856) va ser una periodista i poeta alemanya. És coneguda sobretot per escriure el libretto de l'òpera Euryanthe (1823) de Carl Maria von Weber i l'obra Rosamunde, per a la qual Franz Schubert va escriure la música incidental.

## Obra
- Geschichte der tugendsamen Euryanthe von Savoyen. Leipzig 1804. Libretto
- Leben und Kunst in Paris seit Napoleon I. Weimar 1805-07 (2 vols.)
- Erinnerungen aus meinem Leben, bis 1811. Online
- Neue auserlesene Schriften der Enkelin der Karschin. Heidelberg 1817 * Gedichte. Aschaffenburg 1812 (2 v.)
- Die drei weißen Rosen (in der Urania, 1821)
- Erzählungen und Novellen. Leipzig 1822 (2 vols.)
- Rosamunde
- Stundenblumen. Wien 1824-27 (4 v.)
- Emmas Prüfungen. Heidelberg 1827
- Herzenstöne auf Pilgerwegen. Sulzbach 1833
- Überlieferungen und Umrisse aus Napoleons Tagen, Teil 2-4, in: Der Freihafen 3, Nº 3 i 4, i Der Freihafen 4, Nº I, 1840/41
- Unvergessenes. Leipzig 1859 (2 v.)